# مانويل توريس
مانويل توريس (بالإسبانية: Manuel Torres)‏ (25 نوفمبر 1978 ببنما -) هو لاعب كرة قدم بنمي في مركز الوسط. شارك مع منتخب بنما لكرة القدم. أما مع النوادي، فقد لعب مع بلازا أمادور وSan Francisco F.C. ‏ ونادي ديبورتيفو أراب يونيدو.

## وصلات خارجية
- مانويل توريس على موقع الاتحاد الدولي (مؤرشف)  (الإنجليزية)
- مانويل توريس على موقع إي إس بي إن إف سي (الإنجليزية)
- مانويل توريس على موقع قاعدة بيانات كرة القدم.إي يو (الإنجليزية)
- مانويل توريس على موقع ناشيونال فوتبول تيمز (الإنجليزية)
- مانويل توريس على موقع Soccerbase.com (لاعب) (الإنجليزية)
- مانويل توريس على موقع Soccerway.com (الإنجليزية)
- مانويل توريس على موقع عالم كرة القدم.نت (الإنجليزية)